# Giovanni Battista Zitti
Giovanni Battista Zitti (Lovere, 1842 – Lovere, 1904) è stato un patriota italiano.

## Biografia
Ricco possidente, Giovanni Battista Zitti partecipò nel 1866 alla Terza guerra d'indipendenza italiana tra i volontari della Guardia Nazionale mobile al seguito di Giuseppe Garibaldi in Valle Camonica e in Trentino e nel 1867 alla Campagna dell'Agro romano per la liberazione di Roma, conclusa con la battaglia di Mentana. Di queste vicende tenne un diario, in parte manoscritto, in parte edito successivamente, a cura di Giuseppe Locatelli. Fu in corrispondenza con i fratelli Cairoli, i Camozzi, i Cucchi, i Tasca. Ricoprì importanti cariche pubbliche presso l'amministrazione comunale di Lovere e Bossico, e assunse incarichi presso associazioni pubbliche e private, dalla Congregazione di Carità alla Società Operaia di Mutuo. 
È comunque sul fronte privato che l'essere stato garibaldino assumeva per lo Zitti il suo significato più autentico: i fiori freschi quotidianamente rinnovati davanti al busto di Garibaldi erano un modo – anche polemico – per rileggere il proprio passato e per formulare un giudizio sul presente della nazione. 
Poco è rimasto della decorazione della villa sull'altopiano di Bossico ribattezzata “Caprera”, acquistata nel 1887 (con la propria dépendance “Villa Glori”): un parafuoco dipinto da A. Vinetti negli anni '80, un'epigrafe in legno che ironizza circa una presunta apparizione diabolica nella villa, che sarebbe avvenuta nel 1884, segno di un temperamento ferocemente anticlericale, e alcuni dipinti, tra i quali un importante nucleo di ritratti. La villa, probabilmente sorta ad imitazione di quella dell'amico Vittore Tasca a Brembate, fu sede di un cenacolo culturale al quale prese parte anche Cesare Tallone, cui si devono i ritratti di alcuni dei protagonisti di quel mondo, tra i quali il celebre Ritratto di Giovanni Battista Zitti.
La celebrata raccolta Zitti comprendeva fotografie, un'importante documentazione grafica e fotografica sui monumenti garibaldini d'Italia compiuta tra il 1898 e il 1904, una raccolta di autografi (da Vittorio Emanuele a Nino Bixio), cimeli, proclami e incisioni, e il Medagliere Garibaldino, oltre duecento medaglie di pregio custodite in tre grandi cornici lignee intagliate (esposte in Galleria). L'intento collezionistico è documentato dalle lettere a patrioti per acquisire nuovi elementi per la raccolta.
La collezione fu esposta per la prima volta al pubblico nel 1893 a Lovere; successivamente passò alla moglie, Maria Emilia Banzolini, per essere donata nel 1915 dalla cognata Teresa Banzolini Storti all'Accademia Tadini di Lovere nel 1915.